# Mnaszeasz (költő)
Mnaszeasz (?) görög költő.
Életéről semmit sem tudunk, működésének pontos ideje sem ismert. Egyetlen munkája egy korkürai sírkövön talált jambikus sírvers.